# Oenothera lindheimeri
Oenothera lindheimeri ((Engelm. & A. Gray) W.L.Wagner & Hoch, 2007) è una pianta erbacea appartenente alla famiglia delle Onagraceae, nativa del Texas e della Louisiana meridionale.  
L'epiteto specifico è stato coniato in onore di Ferdinand Lindheimer (1801-1879), un botanico statunitense di origini tedesche che negli anni 1830-1840 aveva collezionato un gran numero di specie floreali texane per conto di Asa Gray (1810-1888), eminente botanico e docente all'Università di Harvard.

## Descrizione
O. lindheimeri è una pianta erbacea arbustiva perenne di altezza compresa tra 50 e 150 cm, dal fusto densamente ramificato che si sviluppa da un rizoma sotterraneo. Le foglie, lanceolate, dal margine grossolanamente dentellato e ricoperte da una fine peluria, sono lunghe tra 1 e 9 cm e hanno uno spessore compreso tra 1 e 13 mm.
Fiorisce tra la primavera e l'inizio dell'autunno producendo una infiorescenza racemosa di 10–80 cm di altezza. I fiori sono di colore rosa o bianco; hanno un diametro di 2–3 cm, quattro petali di 10–15 mm e otto stami lunghi e sottili.

## Coltivazione
O. lindheimeri è estensivamente coltivata come pianta ornamentale. Nel tempo sono state selezione cultivar di vari colori, che vanno dal bianco più candido (come la cv. Whirling Butterflies) al rosa più scuro (p.e. 'Cherry Brandy' e 'Siskiyou Pink'); in alcune cultivar, il colore dei fiori varia da bianco a rosa con l'avvicinarsi della stagione più fredda. Predilige l'esposizione in pieno sole e può sopportare lunghi periodi di siccità.